# André Creemers
André Creemers OSC (* 9. März 1907 in Kinrooi, Belgien; † 23. September 1971) war ein belgischer Ordensgeistlicher und römisch-katholischer Bischof von Bondo.

## Leben
André Creemers trat der Ordensgemeinschaft des Ordens vom Heiligen Kreuz bei und empfing am 1. August 1933 das Sakrament der Priesterweihe. 
Am 1. Januar 1955 ernannte ihn Papst Pius XII. zum Titularbischof von Belabitene und zum Apostolischen Vikar von Bondo. Der Weihbischof in Mecheln, Léon-Joseph Suenens, spendete ihm am 11. April desselben Jahres die Bischofsweihe; Mitkonsekratoren waren der Koadjutorbischof von Lüttich, Guillaume-Marie van Zuylen, und der emeritierte Apostolische Vikar von Buta, Charles Alphonse Armand Vanuytven OPraem.
André Creemers wurde am 10. November 1959 infolge der Erhebung des Apostolischen Vikariats Bondo zum Bistum erster Bischof von Bondo. Am 1. September 1970 nahm Papst Paul VI. das von Creemers vorgebrachte Rücktrittsgesuch an und ernannte ihn zum Titularbischof von Nigrae Maiores.
Creemers nahm an allen vier Sitzungsperioden des Zweiten Vatikanischen Konzils teil.